# Красна (Підкарпатське воєводство)
Красна (пол. Krasna) — село в Польщі, у гміні Корчина Кросненського повіту Підкарпатського воєводства.
Населення — 693 особи (2011).

## Історія
Жителі села і довколишніх сіл називали його «Коростенка». Село було до акції Вісла лемківським. Іван Зілинський 1927 року опублікував поважне наукове дослідження «Носові звуки в говірці села Красна Короснянського повіту. Філологічні праці» (Варшава, 1927).
В селі була греко-католицька парохія Короснянського деканату, до якої також входило село Лютча. Церква св. Apx. Михаїла збудована 1914 р. Найстаршим документом про парафію була грамота Замштинського старости Северина Бонара з 20.08.1571 р. котрою надав поле і привілеї прибулому з Жерниці о. Іванові Баньковському. Метричні книги провадились від 1784 р. В селі діяла читальня «Просвіти».
У 1939 році в селі проживало 1570 мешканців (1440 українців і 130 поляків, які розмовляли й лемківською говіркою). У 1945 р. українці були виселені в села Королівка і Мушкатівка на Тернопіллі.
У 1975—1998 роках село належало до Кросненського воєводства.

## Демографія
Демографічна структура станом на 31 березня 2011 року:
|          | Загалом | Допрацездатний вік | Працездатний вік | Постпрацездатний вік |
| -------- | ------- | ------------------ | ---------------- | -------------------- |
| Чоловіки | 338     | 59                 | 252              | 27                   |
| Жінки    | 355     | 73                 | 202              | 80                   |
| Разом    | 693     | 132                | 454              | 107                  |

## Етнографія
Науковці зараховували жителів Коростенки разом з довколишніми селами до замішанців — проміжної групи між лемками і надсянцями.

## Географія

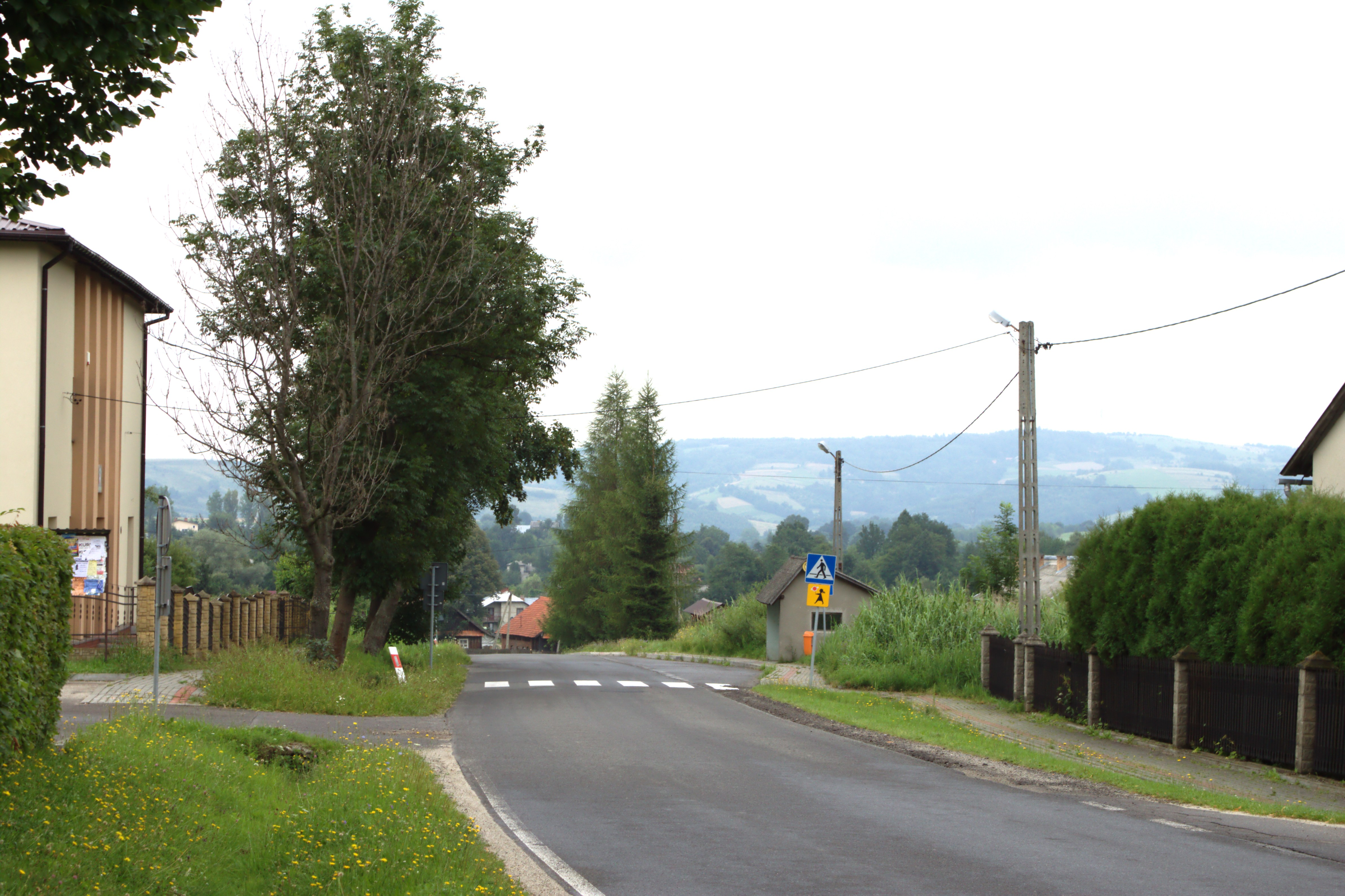
Головна дорога в Красній, проходячи повз місцевої церкви.

Село лежить на відстані 8 кілометрівна північ від Корчин, 14 кілометри на північний схід від Коросно, та 30 км на південь від обласного центру міста Ряшів.

## Визначні уродженці і жителі
- Клавдія Алексович — письменниця і громадська діячка
- Михайло Дзіндзьо — український журналіст, народний поет, збирач лемківського фольклору
- Іван Зілинський — український мовознавець, фольклорист, дослідник лемківських говірок
- Орест Зілинський — слов'янський літературознавець і фольклорист
- Іван Русенко — народний лемківський поет і маляр
- Юліан Налисник — український військовий, дипломат, правник та громадський діяч українського руху